# Susanne Litscher
Susanne Litscher (* 8. Mai 1962) ist eine ehemalige österreichische Judoka.

## Biografie
Sie war 1977 österreichische U15-Meisterin, im gleichen Jahr wurde sie in der Gewichtsklasse bis 72 Kilogramm Dritte der österreichischen Meisterschaften in der Erwachsenenklasse hinter Gertrude Pointner und Karin Kohlhas. 1978 siegte sie bei den Meisterschaften durch einen Finalsieg über Renate Eppich. Ihr größter Erfolg war der dritte Rang bei den Europameisterschaften 1979 in Kerkrade. Nachdem sie in der Gruppenphase unter anderem die spätere Europameisterin Jocelyne Triadou aus Frankreich besiegt hatte, verlor Litscher im Halbfinale gegen Judith Salzmann aus der Schweiz. Im Mai 1979 gewann Litscher ein internationales Turnier in Bratislava. Susanne Litscher kämpfte für den PSV Leoben.